# Françoise Mbango Etone
Françoise Mbango Etone (* 14. April 1976 in Yaoundé) ist eine kamerunische Dreispringerin und Olympiasiegerin.

## Biografie
Während ihrer Schulzeit probierte sie mehrere Sportarten aus und spielte zunächst eine Zeit lang Fußball. Im Alter von 16 Jahren wurde sie dann kamerunische Meisterin im Hochsprung und erreichte im darauf folgenden Jahr den zweiten Platz. Auf Anraten ihres Trainers konzentrierte sie sich schließlich auf den Dreisprung. Bei den afrikanischen Meisterschaften 1996 in Kamerun gewann sie die Bronzemedaille. 1998 wurde sie Zweite bei den Commonwealth Games in Kuala Lumpur. Im selben Jahr verbesserte sie den afrikanischen Rekord auf 14,02 m, verlor diesen aber nach nur eine Woche.
Mit einer Weite von 14,70 m holte sie sich 1999 den Afrikarekord zurück und stellte mit 6,55 m auch einen neuen Landesrekord im Weitsprung auf. Bei den Weltmeisterschaften 1999 kam sie im Dreisprung nicht über die Qualifikation hinaus (14,12 m). Im Jahr 2000 wurde sie bei den afrikanischen Meisterschaften in Algier erneut Zweite. Bei den Olympischen Spielen 2000 in Sydney konnte sie sich zwar für das Finale qualifizieren, landete aber lediglich auf dem zehnten Platz. Bei den Weltmeisterschaften 2001 in Edmonton wurde sie Zweite hinter der Russin Tatjana Lebedewa. Bei den Commonwealth Games 2002 in Manchester wurde sie wiederum Zweite. Im selben Jahr verbesserte sie bei den afrikanischen Meisterschaften in der tunesischen Stadt Radès den Afrikarekord auf 14,95 m und gewann auch den Weitsprungwettbewerb.
Außerhalb Afrikas setzte sich ihre Serie von zweiten Plätzen fort, so bei der Hallenweltmeisterschaften 2003 in Manchester (hinter Ashia Hansen) und den Weltmeisterschaften 2003 in Paris/Saint-Denis (hinter Lebedewa), wo sie ihren Afrikarekord auf 15,05 m verbesserte.
Kurz vor den Olympischen Spielen 2004 hatte sie ihren Afrikarekord an die aus Kuba stammende und nun für Sudan startende Yamilé Aldama verloren. Im olympischen Finale von Athen verbesserte sie sich und sprang 15,30 m weit. Sie holte sich nicht nur ihren Rekord zurück, sondern wurde auch die erste kamerunische Olympiasiegerin überhaupt sowie die erste Afrikanerin, die in einem anderen als einem Laufwettbewerb gewann. Bei den Olympischen Spielen 2008 in Peking holte sie mit der neuen persönlichen Bestleistung von 15,39 m die Goldmedaille.
Françoise Mbango Etone hat bei einer Größe von 1,72 m ein Wettkampfgewicht von 60 kg.

## Persönliche Bestleistungen
- 100 m: 12,00 s (+0,5 m/s), 21. Juli 2004 in Reims
- Weitsprung: 6,55 m (+1,3 m/s), 16. September 1999 in Johannesburg
- Dreisprung: 15,39 m (+0,5 m/s), 17. August 2008 in Peking